# Нусдорф-ам-Инн
Нусдорф-ам-Инн (нем. Nußdorf am Inn) — община в Германии, в земле Бавария. 
Подчиняется административному округу Верхняя Бавария. Входит в состав района Розенхайм.  Население составляет 2607 человек (на 31 декабря 2010 года). Занимает площадь 28,61 км².

## Фотографии

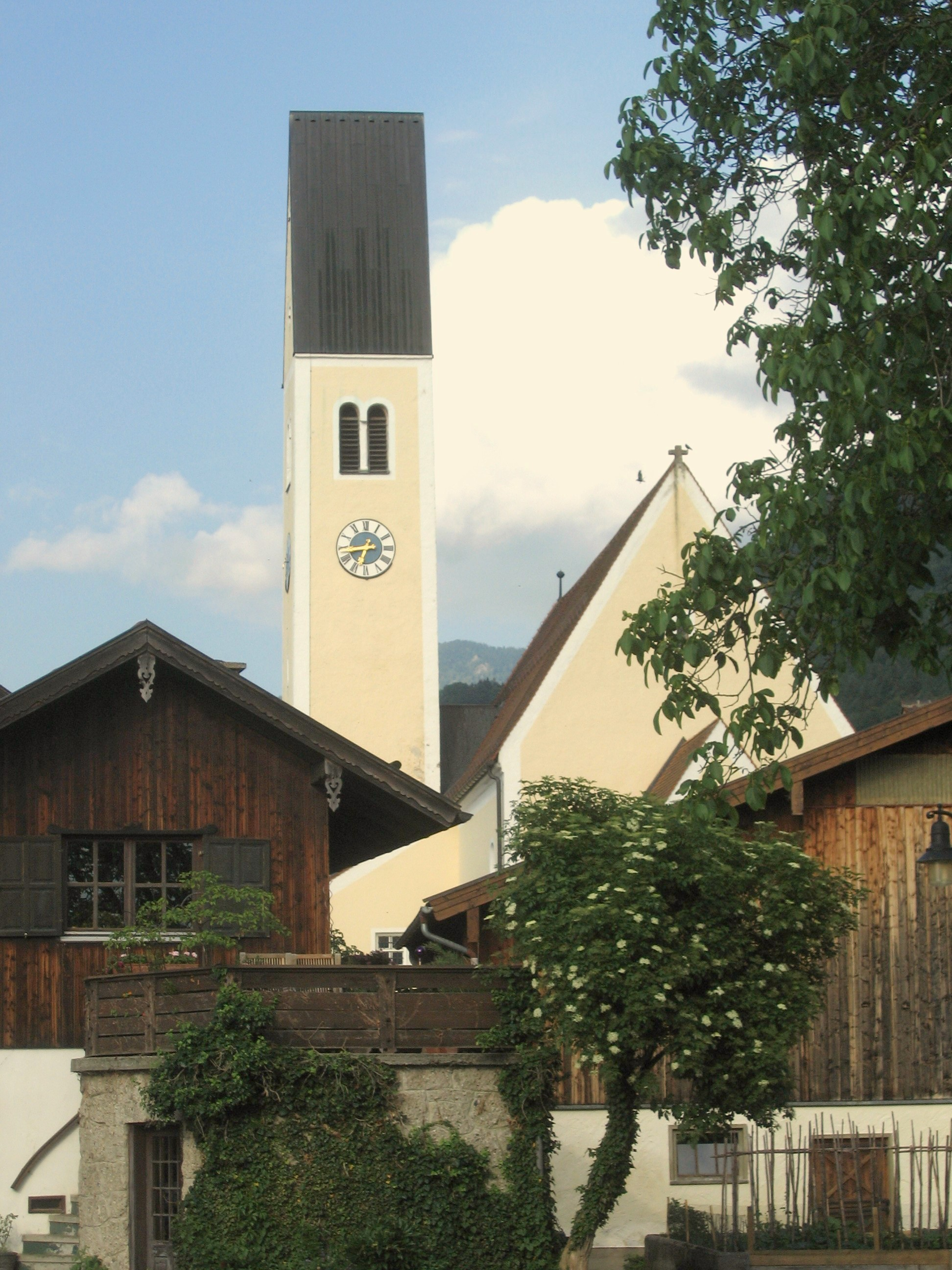
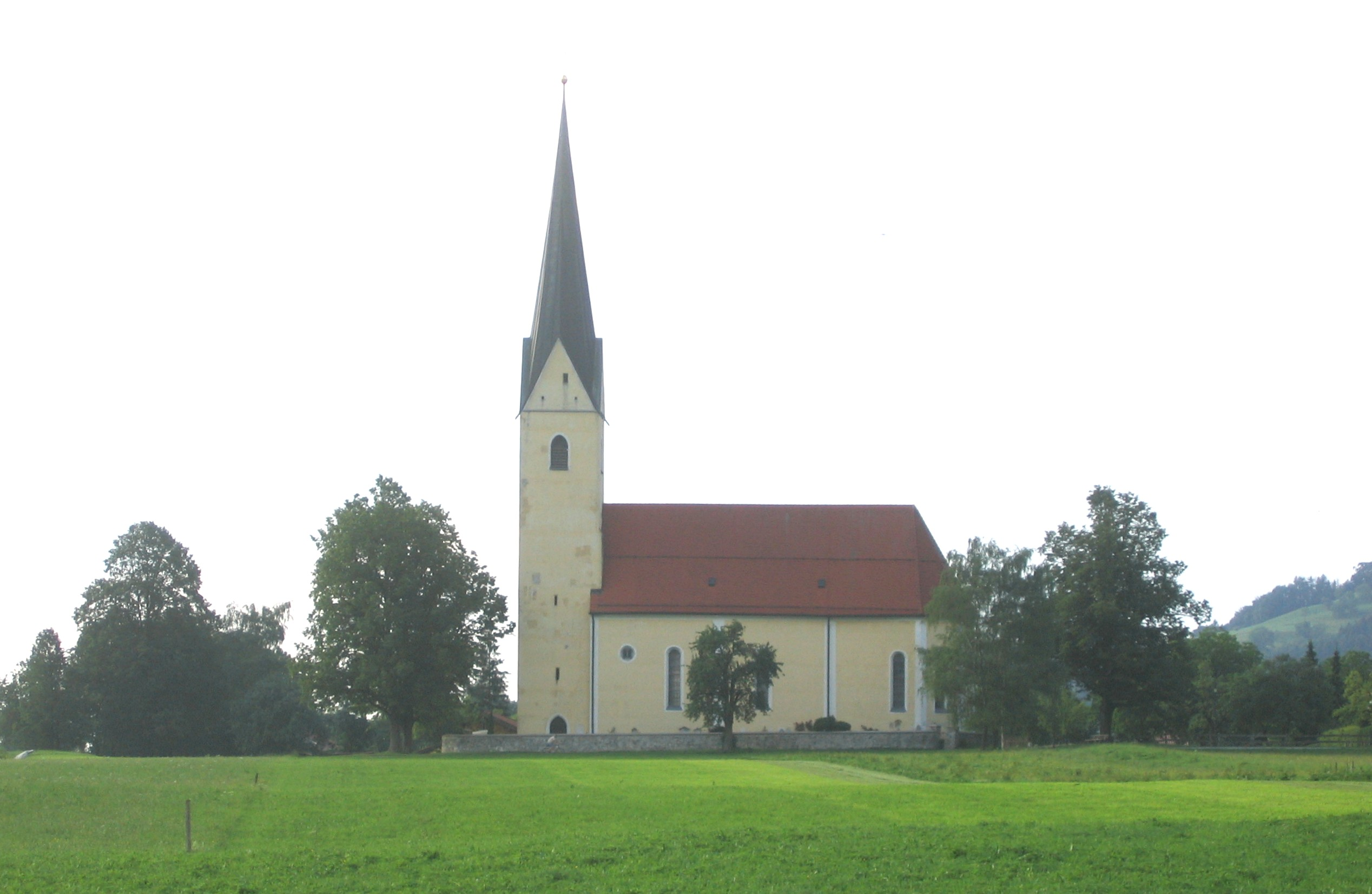
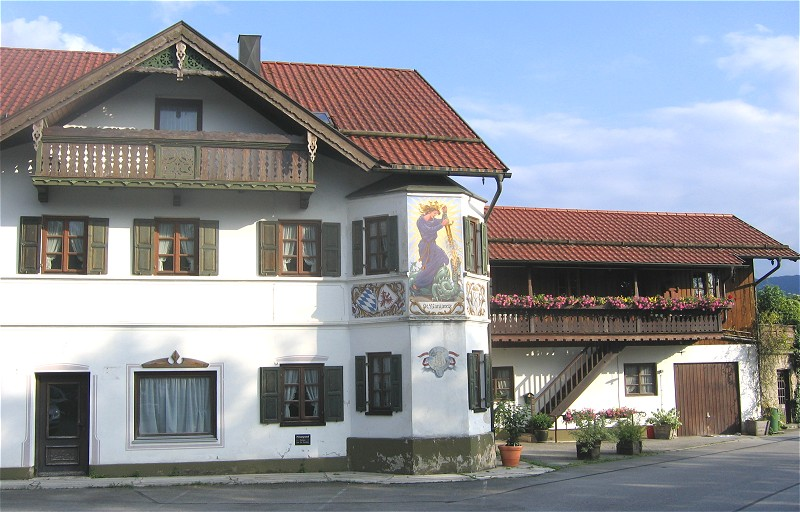
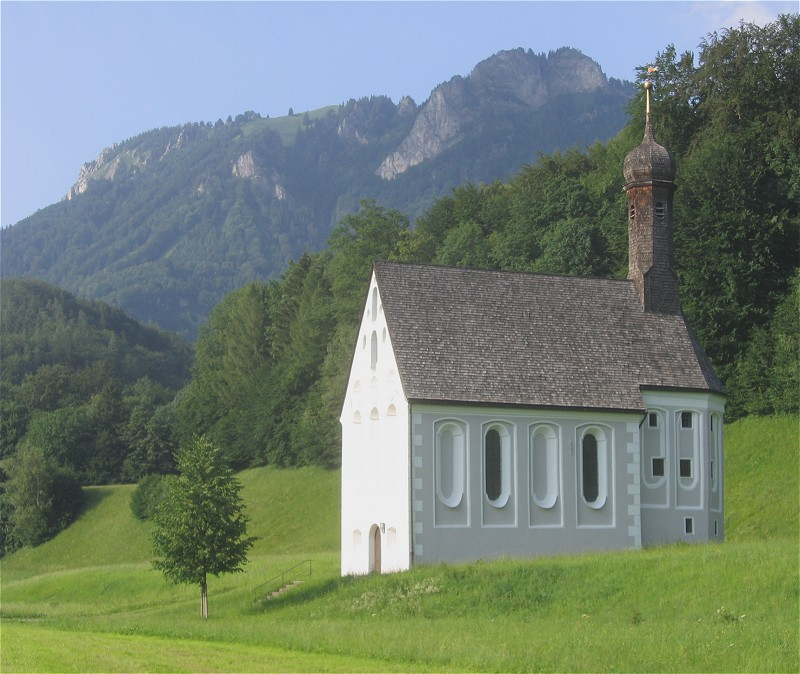